# アリ・ハミス
アリ・ハミス・アッバス・アリ・ハミス（アラビア語: علي خميس عباس علي خميس、英語: Ali Khamis Abbas Ali Khamis、1995年6月30日 ‐ ）は、バーレーン出身の陸上競技選手。専門は短距離走の400mで、自己ベストは44秒36のバーレーン記録保持者。2016年リオデジャネイロオリンピック男子400mのファイナリスト（6位）である。日本ではアリ・カミスとも呼ばれる。

## 経歴
18歳になったばかりで出場した2013年7月のプネーアジア選手権男子400m決勝で45秒65の自己ベスト（当時）をマーク。ディフェンディングチャンピオンであるユーセフ・マスラヒに0秒57差で敗れはしたものの、アジア地域の大会で自身初のメダルとなる銀メダルを獲得した。
2014年7月のユージーン世界ジュニア選手権男子400mハードルに出場すると、予選で51秒10、準決勝で49秒93、決勝で49秒55と全てのラウンドでU20バーレーン記録を樹立。決勝ではジャヒール・ハイドに0秒26差で敗れはしたものの、バーレーン初の短距離種目メダルとなる銀メダルを獲得した。これは全ての種目を通じてバーレーン初の銀メダル獲得でもあった（過去の大会で獲得したメダルは全て銅メダル）。
2014年10月1日の仁川アジア大会男子400mハードル決勝では岸本鷹幸に0秒10差競り勝ち、49秒71でアジア地域の大会初優勝を飾った。
シニア世界大会デビューとなった2016年8月のリオデジャネイロオリンピックでは、男子400m予選を全体3位の45秒12で突破すると、準決勝では自身の持つバーレーン記録（44秒55）を更新する44秒49をマーク。タイムで拾われる形ながら準決勝を突破し（全体8位）、バーレーン出身の選手としては初めてオリンピックの陸上競技の決勝に進出した。迎えた決勝では優勝したウェイド・バンニーキルクが世界新記録を樹立する中、準決勝でマークしたバーレーン記録を更新する44秒36で6位入賞を果たした。

## 人物
尊敬する選手はグレナダのキラニ・ジェームス。

## 自己ベスト
記録欄の（　）内の数字は風速（m/s）で、+は追い風を意味する。
| 種目         | 記録          | 年月日        | 場所             | 備考           |
| 屋外         | 屋外          | 屋外          | 屋外             | 屋外           |
| ------------ | ------------- | ------------- | ---------------- | -------------- |
| 200m         | 20秒81 (+0.4) | 2015年7月11日 | ソフィア         |                |
| 400m         | 44秒36        | 2016年8月14日 | リオデジャネイロ | バーレーン記録 |
| 400mハードル | 49秒55        | 2014年7月25日 | ユージーン       |                |

## 主要大会成績
備考欄の記録は当時のもの
| 年   | 大会                      | 場所             | 種目      | 結果       | 記録            | 備考                  |
| ---- | ------------------------- | ---------------- | --------- | ---------- | --------------- | --------------------- |
| 2011 | 世界ユース選手権 (en)     | リール           | 400mH     | 予選5組4着 | 54秒27          | 自己ベスト            |
| 2011 | 世界ユース選手権 (en)     | リール           | メドレーR | 予選1組6着 | 1分59秒16 (4走) | U18バーレーン最高記録 |
| 2012 | アジアジュニア選手権      | コロンボ         | 400mH     | 8位        | 57秒45          |                       |
| 2012 | 世界ジュニア選手権        | バルセロナ       | 400mH     | 予選4組7着 | 53秒90          |                       |
| 2013 | アラブ選手権 (en)         | ドーハ           | 400m      | 3位        | 46秒25          | U20バーレーン記録     |
| 2013 | アジア選手権              | プネー           | 400m      | 2位        | 45秒65          | 自己ベスト            |
| 2014 | アラブジュニア選手権 (en) | カイロ           | 400m      | 優勝       | 46秒15          |                       |
| 2014 | アラブジュニア選手権 (en) | カイロ           | 400mH     | 優勝       | 51秒42          |                       |
| 2014 | 世界ジュニア選手権        | ユージーン       | 400mH     | 2位        | 49秒55          | U20バーレーン記録     |
| 2014 | アジア大会                | 仁川             | 400mH     | 優勝       | 49秒71          |                       |
| 2015 | アラブ選手権 (en)         | イーサ・タウン   | 400mH     | 優勝       | 50秒10          |                       |
| 2015 | 世界軍人体育大会 (en)     | 聞慶             | 400mH     | 6位        | 50秒94          |                       |
| 2015 | 世界軍人体育大会 (en)     | 聞慶             | 4x400mR   | 予選失格   | DQ (1走)        |                       |
| 2016 | オリンピック              | リオデジャネイロ | 400m      | 6位        | 44秒36          | バーレーン記録        |
| 2017 | イスラム諸国連帯大会 (en) | バクー           | 400m      | 優勝       | 45秒54          |                       |
| 2017 | イスラム諸国連帯大会 (en) | バクー           | 4x400mR   | 4位        | 3分11秒11 (1走) |                       |